# Vympel R-27
El Vympel R-27 (en ruso: P-27; designación OTAN: AA-10 Álamo) es un misil aire-aire de medio a largo alcance, perteneciente a una familia de misiles guiados desarrollados por NPO Vympel en la Unión Soviética. Permanece en servicio con la CEI y la Fuerza Aérea Rusa.
La fabricación de R-27 presenta ocho variantes en sus modelos, con diferentes cabezas buscadoras y motores impulsores de alcance estándar y extendido. Entre ellas destacan las versiones: "infrarrojo buscador" (R-27T), "radar semiactivo buscador" (R-27R) y "radar activo buscador" (R-27AE) en Rusia y Ucrania.
Es utilizado en los aviones de combate MiG-29 y Su-27, y en algunas variantes finales del MiG-23MLD, MiG-21 BISON y MiG-25PDS. El misil R-27 también es producido bajo licencia en la República Popular China, aunque la licencia de producción fue comprada a Ucrania en lugar de a Rusia. La licencia de producción china no incluye la versión de "radar activo buscador", y China desarrolló su propia versión de "radar activo" adaptando en ella el "radar activo buscador" del misil Vympel R-77, el cual fue vendido al PRC por Rusia en el mismo misil R-27.

## Historia de desarrollo
En 1973 las autoridades soviéticas solicitaron a su industria armamentística el desarrollo de una nueva familia de misiles aire-aire, bajo el nombre de Proyecto K-27. El objetivo del proyecto era dotar de armamento de alcance medio a sus nuevos cazas frontales de cuarta generación MiG-29 y Su-27.
El Proyecto K-27 solicitaba un arma capaz de contrarrestar la amenaza que significaba el remozado misil aéreo norteamericano AIM-7F, guiado por radar semiactivo, que por entonces armaba los aviones de combate de Estados Unidos.
Los burós de diseño NPO Vympel y Molniya NPO se propusieron responder al llamamiento, pero a inicios de 1980 se hizo evidente que Vympel presentaba un resultado más prometedor, con su modelo denominado Izdeliye 470. El mismo estaba específicamente diseñado para interceptar y destruir aeronaves de alas fijas o rotativas, tripuladas o no, bajo condiciones de interferencias electrónicas y contramedidas activas particularmente intensas, ya sea en corta como en larga distancia.
La fabricación de este misil estuvo fuertemente influenciada por la del misil AA-7 Apex, y se llevó a cabo favoreciendo la alta modularidad del sistema de armas. De esta manera se permitió acomodar distintas cabezas buscadoras al misil de acuerdo con las necesidades tácticas imperantes. Esto también ha facilitado la actualización del sistema de armas, al concebirse nuevos buscadores, emisores y receptores de desempeño mejorado.
La familia estándar R-27 fue declarada operativa con las unidades de defensa aérea soviética (PVO) en 1985. Para finales de ese año se comenzó el estudio de otros derivados del modelo principal, que comprendían esencialmente motores más potentes que permitían alcances extendidos. Estas variantes especiales recibieron el sufijo "E" ("Energeticheskaya"), y también están provistas con distintas cabezas buscadoras. Entraron en servicio en 1990.
Para 1987 fueron desarrolladas otras tres versiones especializadas. Un modelo del misil fue diseñado con una cabeza buscadora de radar de tipo pasivo, ideada para dirigirse automáticamente contra radares aerotransportados, idealmente aquellos portados por aviones de alerta temprana (existe una versión de alcance extendido de la misma). En 1990 se concibió otro modelo de alcance extendido para ser utilizado por unidades aeronavales. Esta versión de largo alcance fue denominada R-27EM (M por "Morskaya", o "Mar") y permite interceptar misiles antibuque que operen a baja altura sobre las olas.

## Características
El misil básico tiene una configuración aerodinámica de cánard con superficies de control axialmente simétricas. Las superficies de control de configuración original (también llamadas "tipo mariposa") permiten emplear las mismas aletas tanto para controlar la guiñada y cabeceo como la estabilización en rotación. Cada una de las cuatro superficies de control posee un motor hidráulico independiente con un sistema acumulador de bombeo que otorga presión al fluido. Las superficies cánard están montadas por delante de las aletas principales. Al cambiar sus tamaños, se asegura características de balance idénticas para el misil a medida que se cambian las cabezas buscadoras.
Los misiles van instalados en soportes lanzadores estandarizados tipo APU-470 (versiones R-27R y R-27T) o APU-73-1D (versiones de alcance extendido R-27ER y R-27ET).
Los R-27 vuelan a una velocidad de mach 2,5 a Mach 5.
Los R-27 son capaces de interceptar objetivos que se muevan en direcciones diferentes a la de la plataforma lanzadora, incluso contra la superficie de la tierra o el agua y bajo cualquier condición climática. Pueden ser empleados individualmente o en lanzamientos múltiples por parte del avión de combate.
La práctica de intercepción aérea soviética se basaba en disparar fuera del alcance visual dos misiles similares provistos de distintos tipos de cabeza buscadora contra el mismo objetivo, a fin de maximizar las posibilidades de derribo. Bajo este contexto, y como muchos otros misiles aire-aire soviéticos, el R-27 fue construido en dos variantes principales: una provista de guía semiactiva por radar y otra por un buscador de emisiones infrarrojas (calóricas). La variante guiada por radar semiactivo fue llamada R-27R (Código de la OTAN AA-10A Álamo-A) y la de guía pasiva infrarroja R-27T (Código de la OTAN: AA-10B Álamo-B).
El misil es guiado al objetivo por un método combinado de navegación proporcional: se guía inercialmente con radiocontrol durante la primera fase de su trayectoria (un 70% de la misma), y en la parte final de la misma se activa la cabeza buscadora (de radar semiactivo de pulso doppler o de infrarrojo según la versión) y ésta continuará guiando al proyectil hacia su objetivo. Una vez que el misil se encuentre a la una distancia óptima de la aeronave enemiga (10 o 15 metros), la espoleta de radar activo detona la ojiva del misil, consistente en metralla expansivo-explosiva.
Este método combinado permite un seguimiento fiable del objetivo a grandes distancias. El misil puede ser guiado siguiendo trayectorias precomputadas especiales que permitan condiciones favorables para la operación de la cabeza buscadora y la espoleta de proximidad. Es capaz de evitar el lóbulo estimado del radar enemigo y aproximarse a un objetivo de vuelo bajo desde un ángulo determinado.

## Variantes
- R-27R AA-10 Álamo-A guía semiactiva por radar. Alcance de 2 hasta 73 kilómetros bajo condiciones óptimas . Posee una cabeza sensora de radar semiactivo tipo Agat ARGS-PD y en las versiones actualizadas la Avtomatika 9B-1101K.
- R-27T AA-10 Álamo-B guiado pasivo infrarrojo, empleando la cabeza sensora calórica Avtomatika 9B-1032 (PRGS-27). Peso 248 kg. Alcance de 3 a 60 km
- R-27ER AA-10 Álamo-C Guía semiactiva de radar con alcance extendido - 7 dm más larga y ligeramente más ancha. Alcance 130 km. Entró en servicio en 1990.Actualmente en servicio con la Fuerza Aérea Rusa y la Fuerza Aérea de Venezuela.
- R-27ET AA-10 Álamo-D Guía infrarroja de alcance extendido - 7 dm más larga y ligeramente más ancha. Emplea la ojiva buscadora Avtomatika 9B-1032 (PRGS-27) o la más eficiente Avtomatika 9B-1101K. Alcance: 120 km. Peso: 348 kg. Entró en servicio en 1990.
- R-27P Misil con cabeza buscadora pasiva tipo 9B-1032 (PRGS-27), de función antirradiación (antiemisión).
- R-27EP Versión de alcance extendido del R-27P antirradiación.

## Historia operacional
En el transcurso de la Guerra Eritreo-Etíope (desde mayo de 1998 hasta junio de 2000), misiles R-27 fueron usados en combate tanto por Su-27S etíopes como por MiG-29A eritreos. El 25 de febrero se produjo un enfrentamiento entre los aviones etíopes y eritreos, dos MiG-29 emboscaron sin éxito a un par de Su-27 (pilotados por rusos), los MiG-29 habían disparado varios misiles R-27 pero sin que alguno de esto logre dar en el blanco, los cazas se enzarzaron en combate cerrado, siendo un MiG-29 derribado probablemente por un Vympel R-73. El 26 y 28 de mayo de 2000, otros enfrentamientos entre Su-27 y MiG-29 se salda con la perdida de dos cazas eritreos, uno derribado el 26 de ese mes por dos misiles R-73 y otro estrellado en Asmara el 28, al ser dañado por el impacto de un misil R-27.
El desempeño del R-27 en la guerra fue por mucho ineficiente. Según algunas fuentes, se llegaron a disparar hasta 24 misiles R-27, pero solo uno hizo blanco dañando solo un MiG-29. Esto dejo al misil con una taza muy baja, similar a los misiles AIM-7E Sparrow de la Guerra de Vietnam.
Como derribo documentado se encuentra la destrucción de un Su-25 georgiano por parte de un MiG-23 ruso durante la independencia de ese país. 
El 19 de enero de 1991, un MiG-29 iraquí dañó un B-52F norteamericano empleando un misil R-27, durante la guerra del Golfo.
El 21 de marzo de 2018 un misil soviéticos R-27T, lanzado desde tierra por fuerzas yemeníes, hizo impacto en un F-15 de la Fuerza Aérea de Arabia Saudita, el misil, con un sistema de puntería pasivo infrarrojo con un alcance de 50 km, fue diseñados para los cazas MiG-29. Las fuerzas aéreas de Yemen disponían de un vasto arsenal de estos proyectiles antes de la guerra y frente a los constantes ataques aéreos de Arabia Saudí, los hutíes aprendieron a apuntar y disparar los misiles aire-aire desde lanzaderas terrestres, haciéndose con una herramienta antiaérea lo suficientemente eficaz para amenazar a los aviones de la coalición árabe. (Video publicado en YouTube)